# نوپسرها وکساتور
نوپسرها وکساتور یک گونه سوسک از خانوادهٔ سوسک‌های شاخک‌دراز است. فرانسیس پولکینگهورن پاسکو در سال ۱۸۵۸ این گونه را توصیف و بررسی کرد. این گونه در کشورهای سریلانکا یافت شده است.